# Магалинщина
Магалинщина — деревня в Смоленской области России, в Смоленском районе. Административный центр Корохоткинского сельского поселения.
Расположена в западной части области в 6 км к северо-востоку от центра города на границе с городской чертой г. Смоленска, на правом берегу реки Стабна.
Население — 819 жителей (2012 год).

## Экономика
АЗС, медпункт.

## Культура

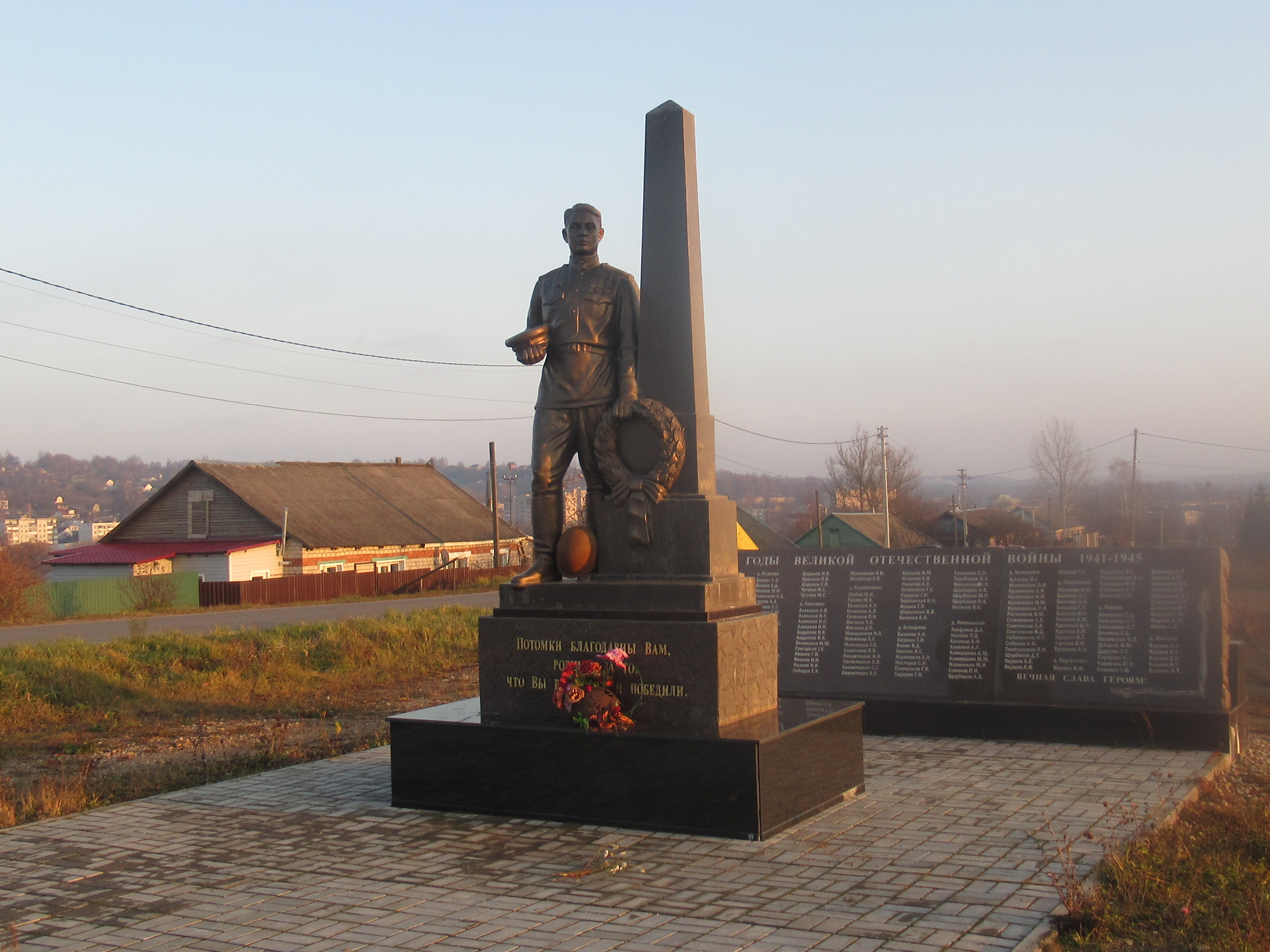
Памятник воину-освободителю

В здании администрации Корохоткинского сельского поселения находится военно-исторический музей «Во славу Отчизны». Первый выставочный зал посвящён Отечественной войне 1812 года, второй — Великой Отечественной войне.
В декабре 2017 года в Магалинщине был открыт памятник Воину-освободителю. В 2018 году напротив него был установлен бюст полководца Михаила Барклая-де-Толли.